# 아마미야 소라
아마미야 소라(일본어: 雨宮天, 1993년 8월 28일~)는 일본의 여자 성우이자 가수로, 뮤직레인 소속이다.
고등학교 2학년 때 애니메이션을 좋아하는 친구로부터 동영상 사이트에서 성우 사와시로 미유키가 연기하는 캐릭터를 모은 동영상을 소개받았다. 다양한 역을 연기하는 사와시로 미유키에 감동받고 성우를 지망하게 된다.
2011년에 개최된 제2회 뮤직레인 슈퍼 성우 오디션에서 아사쿠라 모모, 나츠카와 시이나와 같이 합격하고 이듬해 2012년에 성우로 데뷔했다. 2014년에 텔레비전 애니메이션 《일주일간 친구》에서 후지미야 카오리 역으로 처음으로 주인공 역을 맡았으며, 엔딩 곡으로 스키마스위치의 "카나데"를 후지미야 카오리 이름으로 리메이크하여 불렀다. 같은 해 7월, 텔레비전 애니메이션 《아카메가 벤다!》에서 아카메 역으로 주연을 맡고, 오프닝 곡 Skyreach를 불러 뮤직레인에서 가수 데뷔했다.
같은 해 말에는 아사쿠라 모모, 나츠카와 시이나와 함께 성우 유닛 TrySail을 결성했다.
2015년 제9회 세이유 어워드에서 신인 여우상을 수상했다.

## 출연작품
굵은 글씨는 주요 캐릭터.
2013년
- 어떤 과학의 초전자포 (여자)
- 로그 호라이즌 (리리아나)

2014년
- 아카메가 벤다! (아카메)
- 알드노아 제로(아세이제 바스 · 아류시아)
- 일주일간 친구 (후지미야 카오리)
- 도쿄 구울 (키리시마 토우카)
- 일곱 개의 대죄 (만화) (엘리자베스)
- 블레이드 앤 소울 (진 하즈키)
- 마법과고교의 열등생 (미츠이 호노카)

2015년
- Classroom☆Crisis (시라사키 이리스)
- 도쿄 구울√A (키리시마 토코)
- 전파교사 (카노 미나코)
- 펀치 라인 (나루기노 미카탄)
- 플라스틱 메모리즈 (아이라)
- 몬스터 아가씨가 있는 일상 (미이아)

2016년
- 이 멋진 세계에 축복을! (아쿠아)
- 디바인 게이트 (유카리)
- 하이후리 (치나 모에카)
- 일곱 개의 대죄 (만화) 성전의 전조 (엘리자베스)
- WWW.WORKING!! (카마쿠라 시호)
- 예전부터 계속 좋아했어: 고백실행위원회

2017년
- 이 멋진 세계에 축복을!2 (아쿠아)
- Overlord 2기 (크루슈 룰루)

2018년
- 극장판 일곱 개의 대죄: 천공의 포로 (엘리자베스)

2019년
- 이 멋진 세계에 축복을! 붉은 전설 (아쿠아)

2020년
- 여친, 빌리겠습니다 (미즈하라 치즈루)

2022년
- 짱구는 못말려 극장판: 동물소환 닌자 배꼽수비대 (후우코)

2023년
- 극장판 울려라! 유포니엄: 앙상블 콘테스트 (히사이시 카나데)

2024년
- 기빗올 : 우리들의 썸머 (무라카미 에츠코)